# Carnitina 3-deidrogenasi
La carnitina 3-deidrogenasi è un enzima appartenente alla classe delle ossidoreduttasi, che catalizza la seguente reazione:
carnitina + NAD+ ⇄ 3-deidrocarnitina + NADH + H+